# Achoerus pachycaudatus
Achoerus pachycaudatus är en plattmaskart som beskrevs av Jürgen Dörjes 1968. Achoerus pachycaudatus ingår i släktet Achoerus och familjen Anaperidae. Inga underarter finns listade i Catalogue of Life.